# Le Haut-Seigneur
Le Haut-Seigneur (titre original : The High Lord) est le troisième roman de la saga La Trilogie du magicien noir de Trudi Canavan. Publié pour la première fois en 2003 en Australie, le titre est disponible depuis le 22 mai 2008 en version française aux éditions Bragelonne.

## Résumé
Sonea sait qu'Akkarin, le haut seigneur pratique la magie noire. Ce qu'elle ne sait pas, c'est l'endroit où il a appris cet art défendu, et s'il pratique sur d'autres personnes que son serviteur (semblant volontaire), car cette magie peut entraîner la mort. Cependant, un soir, le haut seigneur lui révèle toute la vérité, et la jeune fille se dit qu'il aurait mieux valu ne pas savoir. Les Ichanis, puissants mages noirs reniés de la société au Sachaka, un pays voisin et ancien ennemi, ont décidé d'envahir la Kyralie! Comment leur résister ? Sachant qu'un Ichani est cent fois plus puissant qu'un mage normal grâce à la magie noire permettant de puiser la force magique des autres vivants et la conserver. Et, cerise sur le gâteau, Sonea et Akkarin ont été exilés au Sachaka, car tel est le châtiment pour avoir appris et pratiqué la magie noire.
Cependant, ils décident de revenir en Kyralie incognito afin de protéger les kyraliens lorsque ceux-ci en auront besoin. Ainsi lorsque les Ichanis commencent le siège d'Imardin, Sonea, Akkarin et Cery mettent au point des pièges afin de tuer les Ichanis.
Akkarin meurt à la fin de la bataille en ayant donné tout son pouvoir à Sonea afin qu'elle puisse tuer le dernier Ichani.
Quelques semaines plus tard Sonea a été réintégrée dans la guilde et prodigue des soins au dispensaire dans les taudis, elle demande à sa tante de venir s'installer à la guilde car elle aura besoin d'aide pour élever son futur enfant, dont Akkarin est le père, toute seule.

## La Trilogie du magicien noir
1. La Guilde des magiciens, 2007 (The Magicians' Guild, 2001), trad. Justine Niogret
2. La Novice, 2007 (The Novice, 2002), trad. Claire Jouanneau
3. Le Haut-Seigneur, 2008 (The High Lord, 2003), trad. Ariane Maksioutine

## Suite:Les Chroniques du magicien noir
1. La Mission de l'ambassadeur, 2011 (The Ambassador's Mission, 2010)
2. La Renégate, 2011 (The Rogue, 2011)
3. La Reine traîtresse, 2012 (The Traitor Queen, 2012)